# Ponthieva maculata
Ponthieva maculata là một loài lan được phát hiện từ Venezuela đến Ecuador.

## Hình ảnh

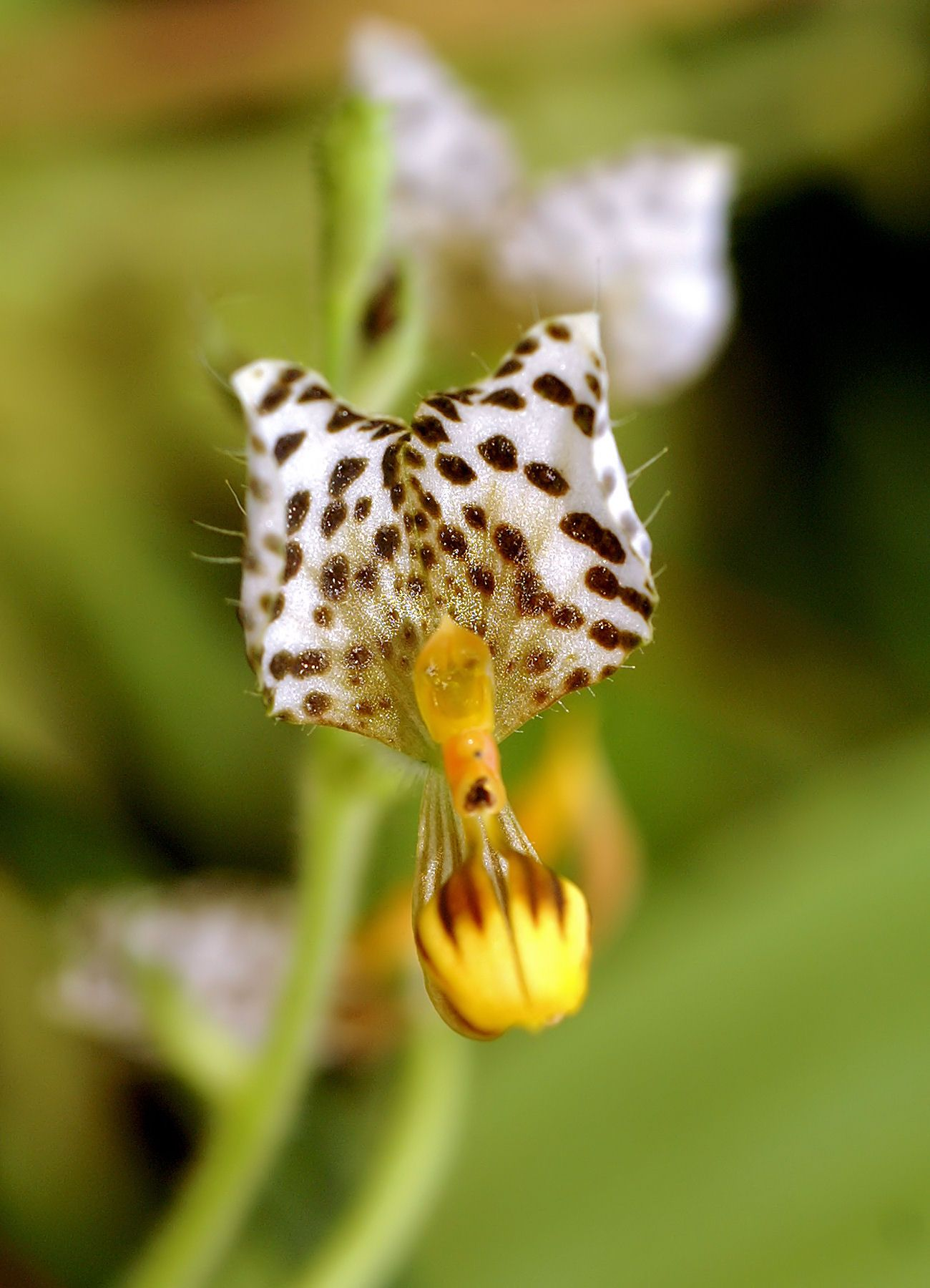
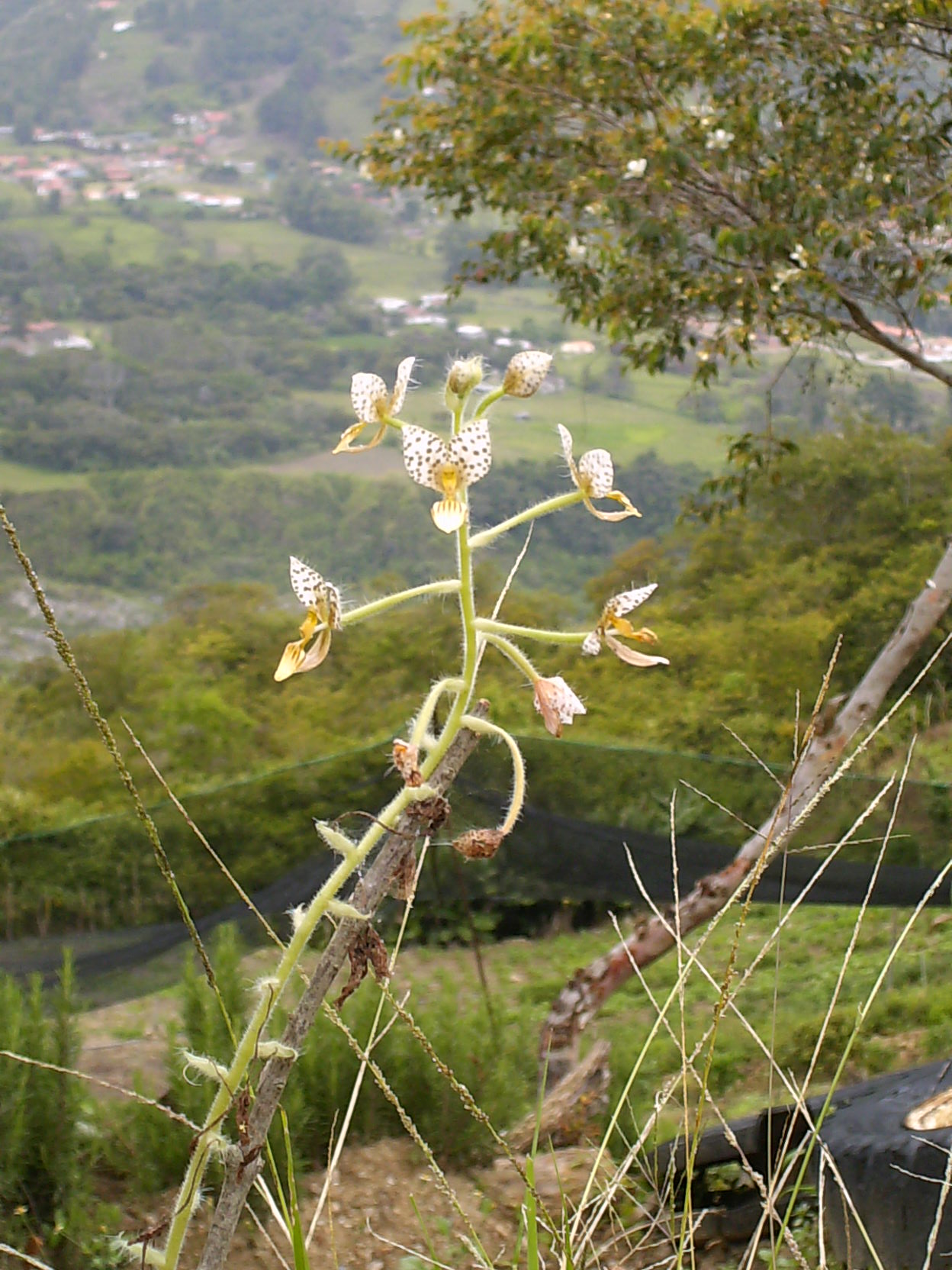